# نبرد تنگه بلکت

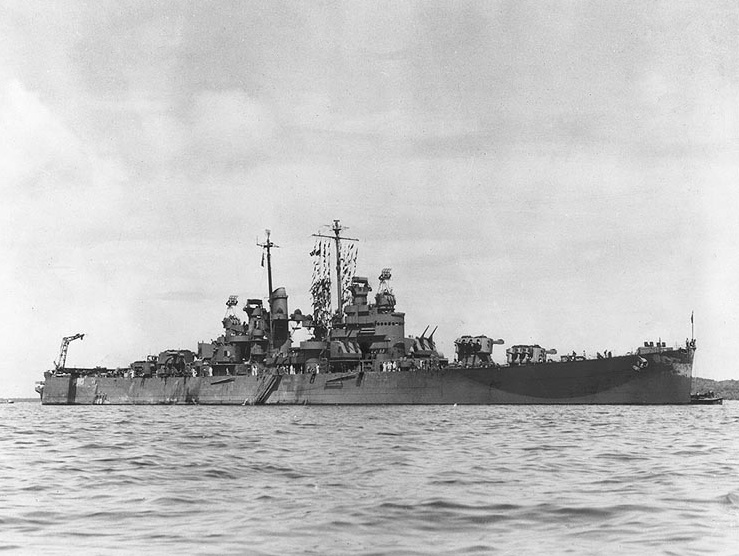

نبرد تنگهٔ بلکت (به انگلیسی: Battle of Blackett Strait) -یا نبرد ویلا استنمور (به ژاپنی: ビラ・スタンモーア夜戦)- نام نبردی دریایی در جنگ اقیانوس آرام در جنگ جهانی دوم بود. این نبرد در ۶ مارس ۱۹۴۳ میلادی در تنگه بلکت در جزایر سلیمان میان نیروی دریایی امپراتوری ژاپن و ایالات متحده آمریکا رخ‌داد و به پیروزی آمریکایی‌ها انجامید.